# Sebastian Freis
Sebastian Freis (Karlsruhe, 23 aprile 1985) è un ex calciatore tedesco, di ruolo attaccante.

## Carriera

### Club
Prima di entrare nella squadra giovanile del Karlsruhe SC nel 1999, ha giocato nelle giovanili del SC Wettersbach. Il suo debutto in prima squadra nel Karlsruhe è avvenuto il 15 ottobre 2004, in una partita della 2.Bundesliga contro il Rot-Weiss Essen, dove Freis ha segnato una tripletta. In totale ha fatto 78 presenze e 22 gol nella 2.Bundesliga e ha giocato un ruolo importante nella stagione 2006-2007, quando Karlsruhe guadagnato la promozione in Bundesliga. Nel luglio del 2009 si trasferisce al Colonia. Il 18 gennaio 2012 si trasferisce a titolo definitivo al Friburgo dove firma un contratto fino al 2014.

### Nazionale
Ha partecipato ai Mondiali Under-20 del 2005.
Il 10 ottobre 2006, ha fatto il suo debutto nella Germania U-21 quando la squadra ha perso per 0-2 contro l'Inghilterra U-21.